# Campanula celsii
Campanula celsii är en klockväxtart som beskrevs av A.Dc. Campanula celsii ingår i släktet blåklockor, och familjen klockväxter.
Artens utbredningsområde är Grekland.

## Underarter
Arten delas in i följande underarter:
- C. c. carystea
- C. c. celsii
- C. c. parnesia
- C. c. spathulifolia